# Pedro Benito Antonio Quevedo y Quintano
Pedro Benito Antonio Quevedo y Quintano, španski rimskokatoliški duhovnik, škof in kardinal, * 12. januar 1738, Villanueva del Fresno, † 28. marec 1818.

## Življenjepis
22. marca 1760 je prejel duhovniško posvečenje.
15. aprila 1776 je bil imenovan za škofa Orenseja in 14. julija istega leta je prejel škofovsko posvečenje.
8. marca 1816 je bil povzdignjen v kardinala in pectore in 23. septembra istega leta je bilo njegovo ime javno objavljeno.